# ワンス・アポン・ア・タイム・イン・ウェスト・トゥエルヴ
ワンス・アポン・ア・タイム・イン・ウェスト・トゥエルヴ(Once Upon a Time in West Twelve)は、ブルートーンズのライブ・アルバム。

## 解説
2005年11月18日にシェパーズ・ブッシュ・エンパイアで行われたライヴを収録。EP『セレニティ・ナウ』発表直後のライヴだったため、EPから3曲披露されている。デジパック仕様で、ライナーノーツはスコット・モリスが担当。
元々このアルバムは『Bluetonic』または『Bluetonics』というタイトルで発売される予定だったが、発売直前に変更された。しかしその名残で、CDを再生する際は『Bluetonics』と表記される。
アダム・デヴリンによると、『ビート・アバウト・ザ・ブッシュ』というタイトルのライヴDVDのみを発売する予定だったが、レコード会社が勝手にCDまで発売してしまったとのことである。そのためこのアルバムは、バンドの公式サイトのディスコグラフィーには掲載されておらず、公式なアルバムとはみなされていない。

## 収録曲
1. The Jub-Jub Bird
2. Bluetonic
3. Liquid Lips
4. Carn't Be Trusted
5. Keep the Home Fires Burning
6. The Fountainhead
7. The Happy Lobotomy
8. Marblehead Johnson
9. Cut Some Rug
10. Serenity Now
11. Fast Boy
12. I Was a Teenage Jesus
13. Mine in the Morning
14. Slight Return
15. Never Going Nowhere
16. Nae Hair On't
17. Solomon Bites the Worm
18. If...